# Île Mathieu
Pour les articles homonymes, voir Mathieu.
L’île Mathieu est un îlot de Nouvelle-Calédonie appartenant administrativement à Païta.